# Придворний художник
Придворний художник — художньо обдарована особа, наближена до королівського (імператорського) двору з правом створювати офіційно затверджені портрети короля (імператора) та його родини. Прагнення копіювати пишний побут і церемонії королівських дворів вищими аристократами породили посаду придворних художників і при дворах декотрих аристократів.

## Історія
Поява посади придворного художника припала на добу пізнього середньовіччя і раннього відродження. Якщо в добу грецької античності з натовпу виділився лише герой, в добу середньовіччя з натовпу виділились церковні і світські князі. Сакралізація (обожнення) самої влади було перенесене і на носіїв самої влади, котрими були єпископи, папи римські, королі чи володарі значних земельних ділянок.
У Нідерландах і у Італії, де процеси виокремлення особи з натовпу набули помітного розвитку, з маси ремісників виокремилась і постать художника, що мало ще відрізнявся від гільдійної братії. Художник стає слугою при дворі короля або багатого аристократа і виконує разом із художніми замовами низку інших функцій. Слуга-художник також виконував декоративні роботи в палаці (Палаццо Скіфанойя, Феррара), готував костюми і декорації з нагоди свят, при весіллях, маскарадах, народженнях спадкоємців, при похованнях (Джузеппе Арчімбольдо). Вассалом при особі курфюрста Йогана Фрідріха, невдалого політика, був художник Лукас Кранах старший. Він супроводжував власного патрона під час перебування того у полоні.
Посаду придворного художника міг отримати як мало обдарований і мандрівний майстер (Мартин Кобер), так і велетенські обдарований митець (Тиціан роками рахувався надвірним художником іспанського короля Філіпа ІІ з правом жити у Венеції, а не у Іспанії).
Тривалий час додаткові функції, окрім суто художніх, виконували при феодальних за формою дворах навіть уславлені митці: Пітер Пауль Рубенс працював художником-декоратором і керівником бригади художників, торгував творами мистецтва і їздив із дипломатичними дорученнями і навіть виконував шпигунські завдання. Зборами шпигунської інформації займався і Дієго Веласкес до отримання посади надвірного художника, а сам тривалий час перебував на посаді адміністратора-управленця.
У віддалених європейських країнах (Португалії, Іспанії, Речі Посполитій, Росії), де були власні, зазвичай повільні темпи розвитку культури і повільного засвоєння здобутків західноєвропейської цивілізації, на початкових періодах на посади придворних художників наймали іноземців. У Іспанії роками працював нідерландець Антоніс Мор, німецький мандрівний художник Мартин Кобер став придворним художником польського короля, на посади придворних художників королів Англії потрапили німець за походженням Ганс Гольбейн молодший, фламандець Антоніс ван Дейк.
В Російській імперії на посаді придворних художників роками перебувала низка іноземців — Йоган Готфрід Таннауер, Луї Каравак, Георг Гроот, Стефано Тореллі, Річард Бромптон. Відсутність талановитих і майстерних скульпторів примусила віддати посаду надвірного скульптора теж іноземцю, ним був італієць Карло Бартоломео Растреллі.

## Переваги й недоліки стану
Статус придворного художника ніс як переваги, так і недоліки стану. Художник отримував стабільну зарплатню, котра не була значною. Але за виконання окремих замов художник міг отримувати преміальні гроші. Водночас художника могли звільнити або відмовити у посаді, як то часто бувало при феодальному дворі папи римського. Обрання нового папи часто супроводжувалось звільненням і придворного художника (нідерландець Ян ван Скорел був надвірним художником папи римського Адріана VI, був вимушений покинути Рим по смерті папи, нідерландця за походженням). Та ж неприємна подія мала місце і у кар'єрах представників іншого фаху . Так, видатний інженер і архітектор Доменіко Фонтана був примушений покинути посаду при дворі папи римського по смерті останнього і перебратись у провінцію.
Придворний художник менше залежав від стихії художнього ринку чи настанов художньої гільдії.

## У мусульманських країнах та перському культурному просторі

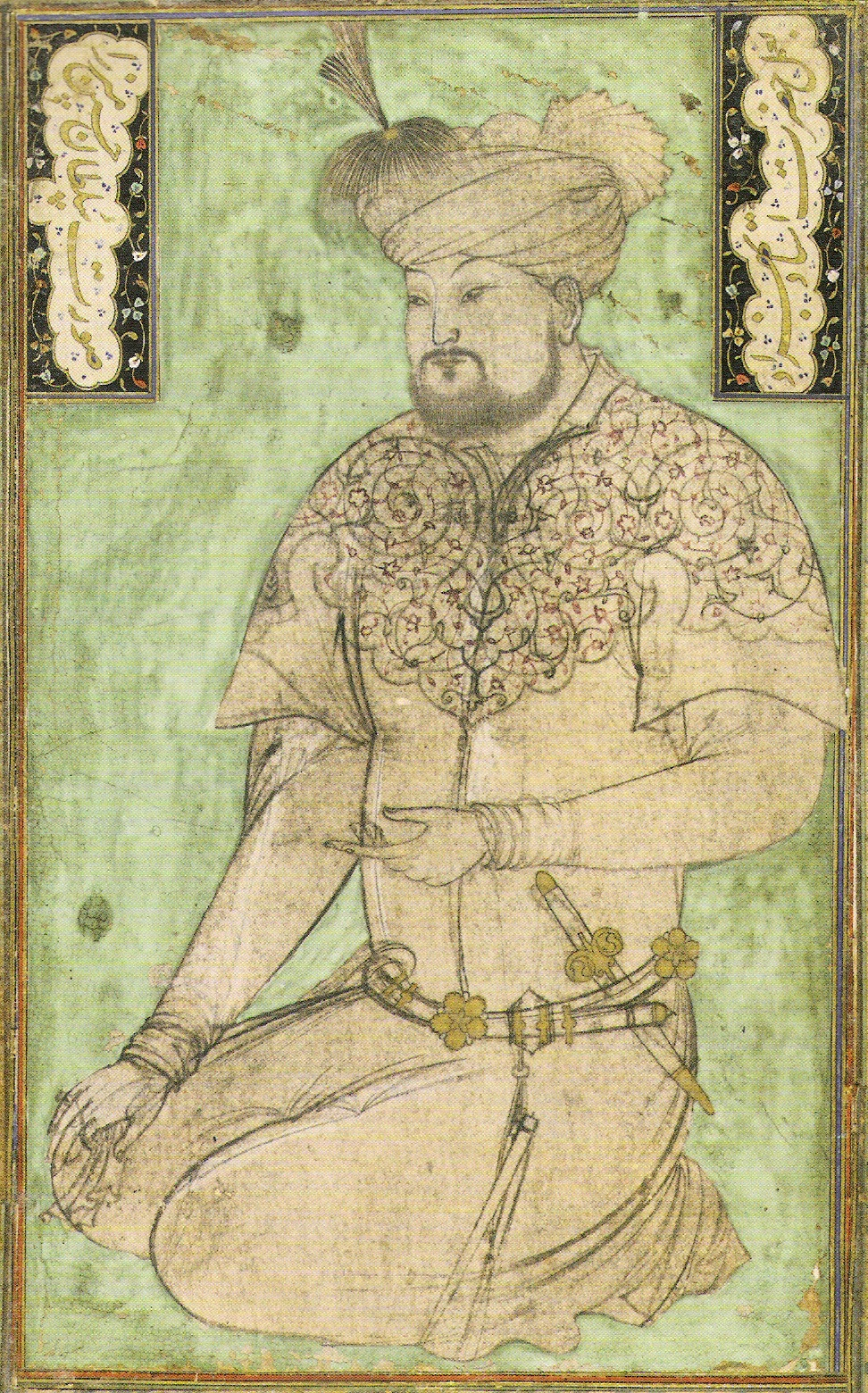
Бехзад. «Портрет Хусейна Байкара». 1490-і рр. Стокгольм, Національна галерея.

Феномен придворного художника не був приналежністю тільки західноєвропейської цивілізації.
Феодальні двори шаха у мусульманських країнах теж мали придворних художників. Зазвичай підтримку тут мали так звані бригади художників-мініатюристів. Створення мініатюр у рукописах було тривалим процесом і окремі художники виконували певні їх частини. Керував такою майстернею зазвичай бібліотекар володаря (у період XIV–XVII століть).
Окреме місце серед феодальних мусульманських дворів посіло середньовічне мистецтво Персії. У Персії, на відміну від решти мусульманських країн, склалась власна художня культура, котра обмежено ігнорувала заборони мусульманства на зображення людей і тварин. Тому перська мініатюра мала споріднені із західноєвропейськими художніми школами жанри, де в мініатюрі можна було зустріти портрет, побутову сценку, батальний жанр, умовний, але пейзаж. Художники пізнього середньовіччя у Персії прикрашали палацові зали умовними портретами місцевих красунь чи зовнішньо привабливих слуг у сценах полювання чи з птахами у руках. Обов'язковими рисами цих умовних портретів були молодість персонажів і низка перлових прикрас хоч на юнаках, хоч на дівчатах. Риси зрілості мали лише портрети володавів краю.

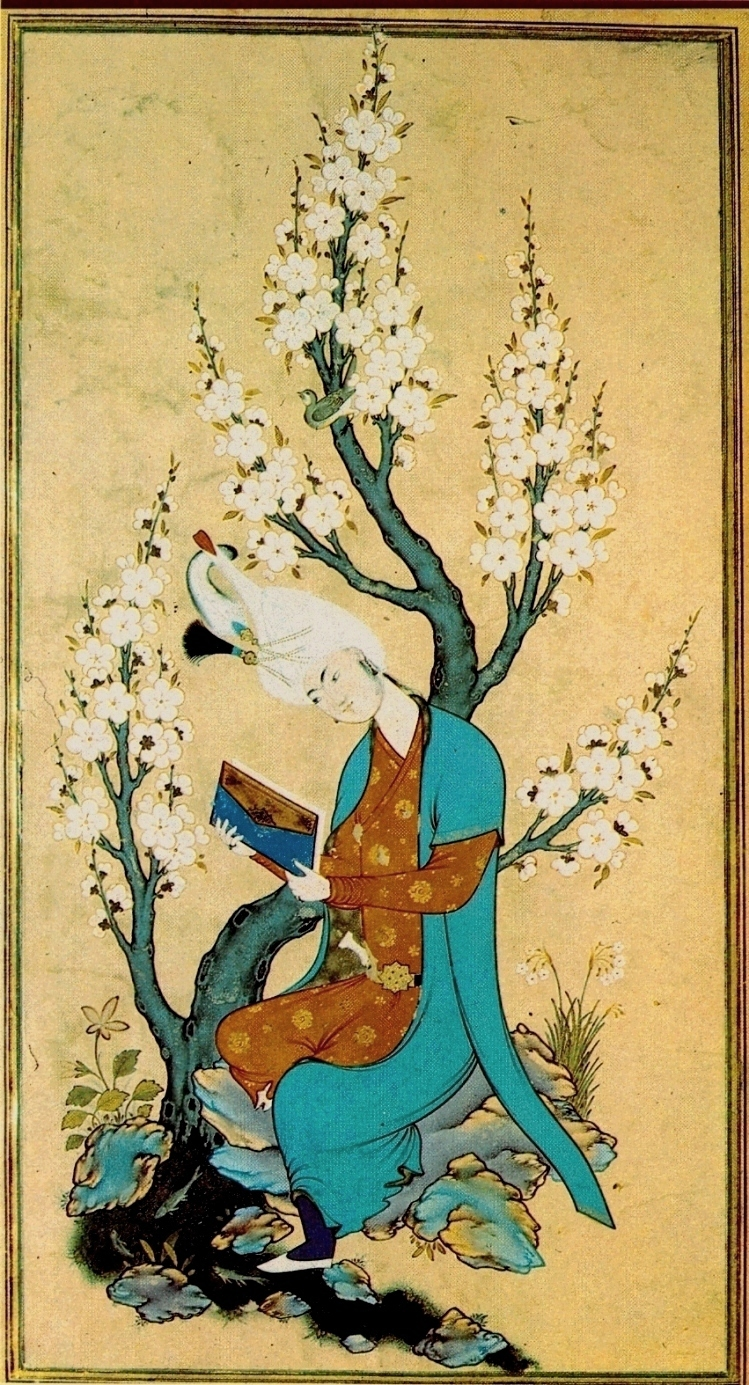
«Юнак з книгою». Мініатюра, 1540-і рр. Російська національна бібліотека, Санкт-Петербург.
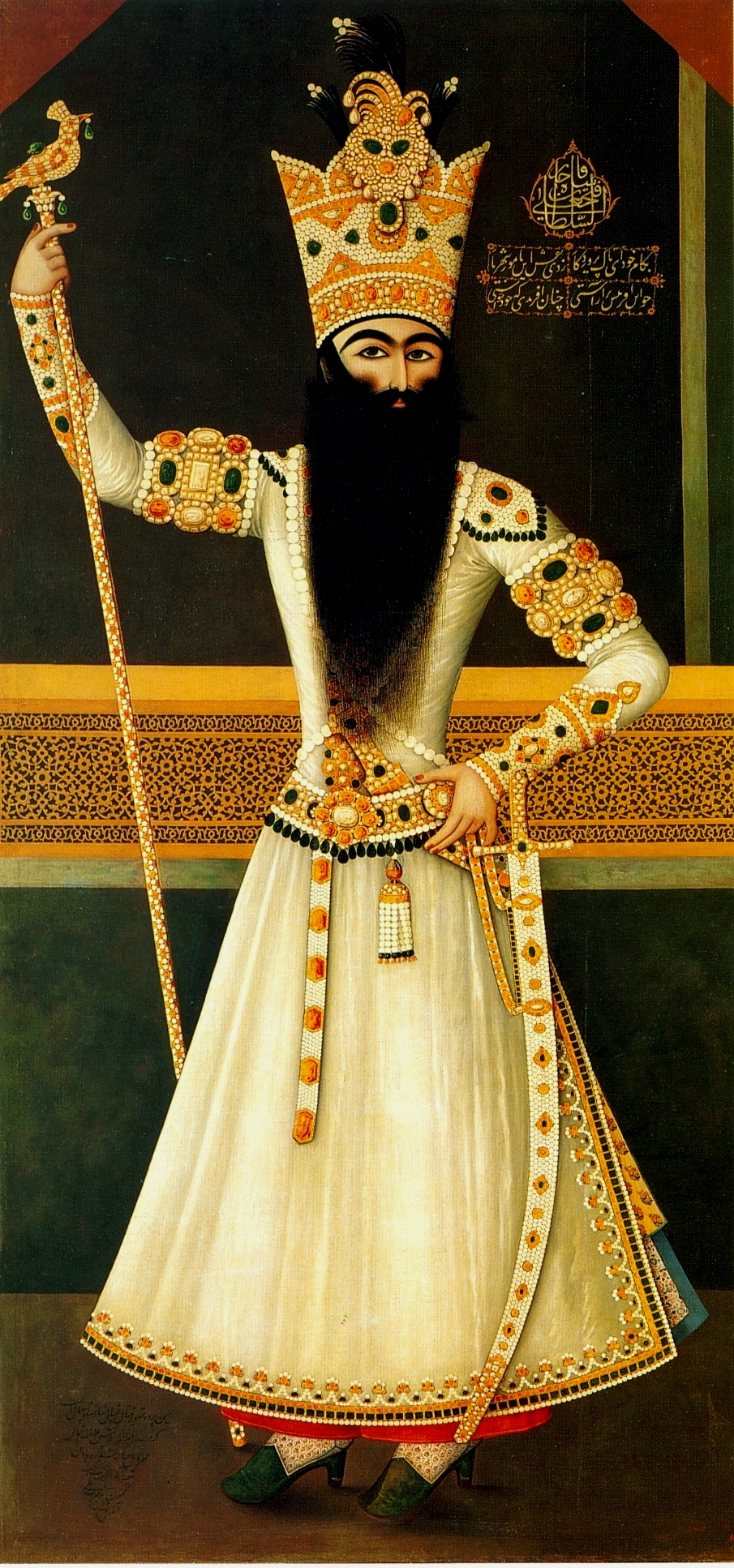
Міхр Алі. Портрет Фатх Алі Шаха. 1809–19 рр. Ермітаж, Санкт Петербург.
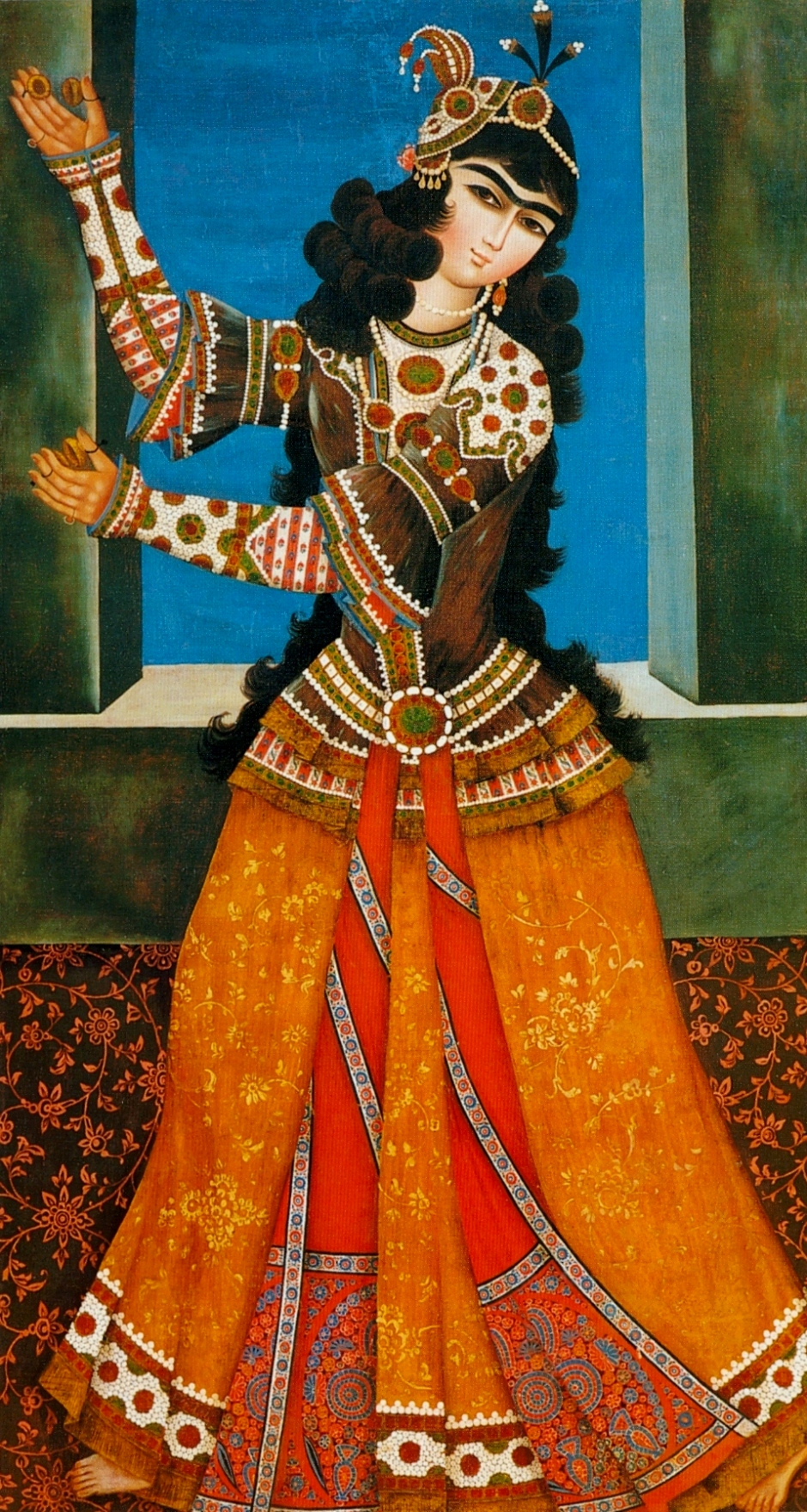
«Танцівниця з кастаньєтами». 1800-1825 рр. Ермітаж, Санкт Петербург.
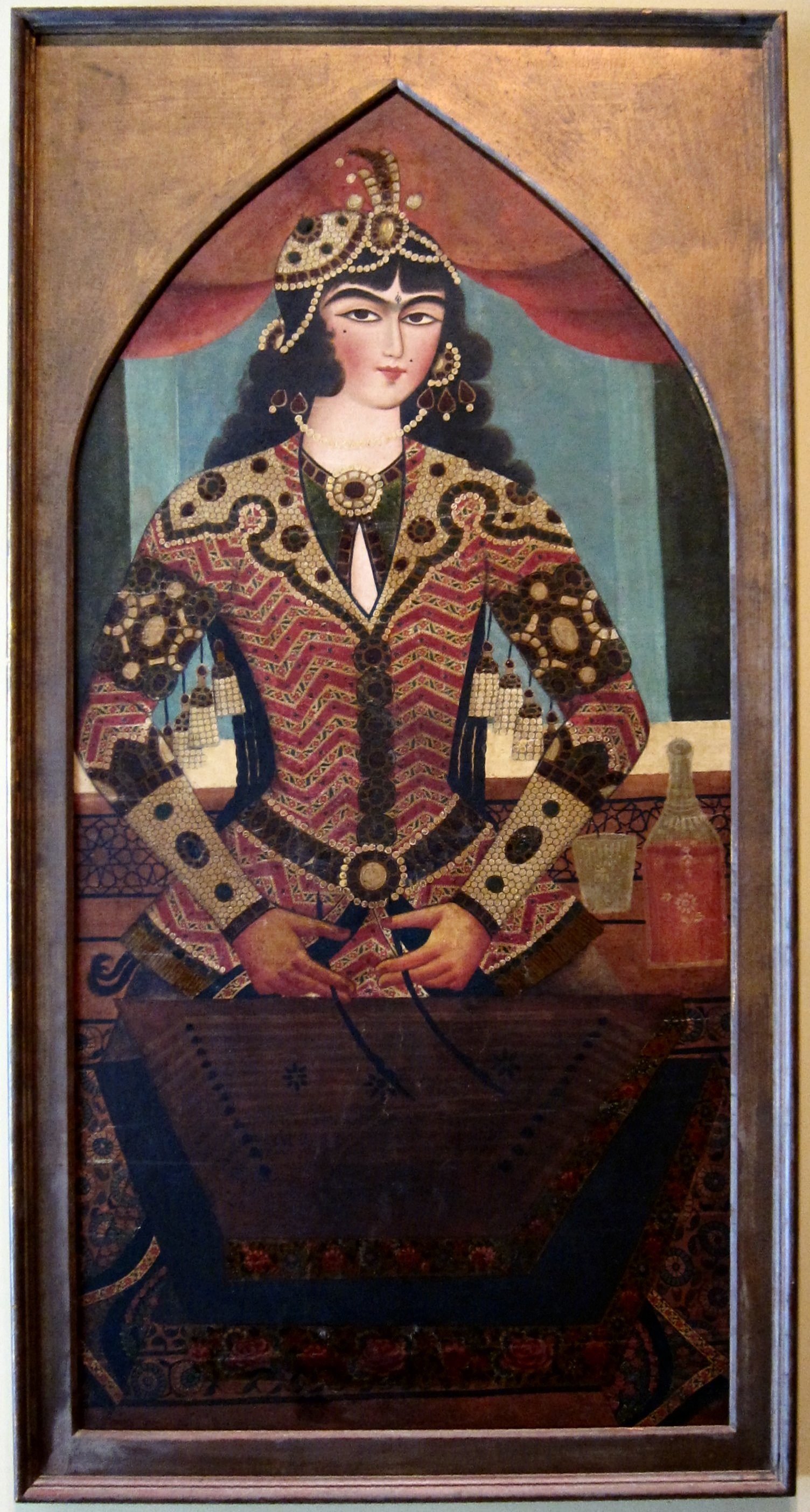
Анонім з Персії. «Музикантша».

## Перелік декотрих придворних художників
- Бронзіно (Аньйоло ді Козімо 1503—1572), Італія
- Жан Фуке (1420—1481), Франції
- Франческо Райболіні (1447—1517), Італія
- Доссо Доссі (бл. 1490—1542), Італія
- Бернард ван Орлей (бл. 1487—1541), Нідерланди
- Тиціан (1488—1576), Італія
- Ян ван Скорел (1495—1562), Нідерланди
- Ганс Гольбейн молодший (бл. 1497—1543), Англія
- Ян Корнеліс Вермеєн (бл. 1504—1559), Нідерланди
- Алонсо Санчес Коельо (1531—1588), Іспанія
- Мартин Кобер (бл. 1550—1598), Реч Посполита
- Хуан Пантоха де ла Крус (бл. 1553—1608), Іспанія
- Санто Перанда (1566–1638 ), Італія
- Доменіко Фетті (бл.1589 — 1623), Італія
- Дієго Веласкес (1599—1660), Іспанія
- Стефано Тореллі (1712—1764), Російська імперія
- Якопо Амігоні (1682—1752)
- Луїс-Мішель ван Лоо (1707—1771), Іспанія
- Луїс де Сільвестр (1675—1760), Реч Посполита
- Андреа Аппіані (1754—1817), Італія

## Вибрані твори (галерея)

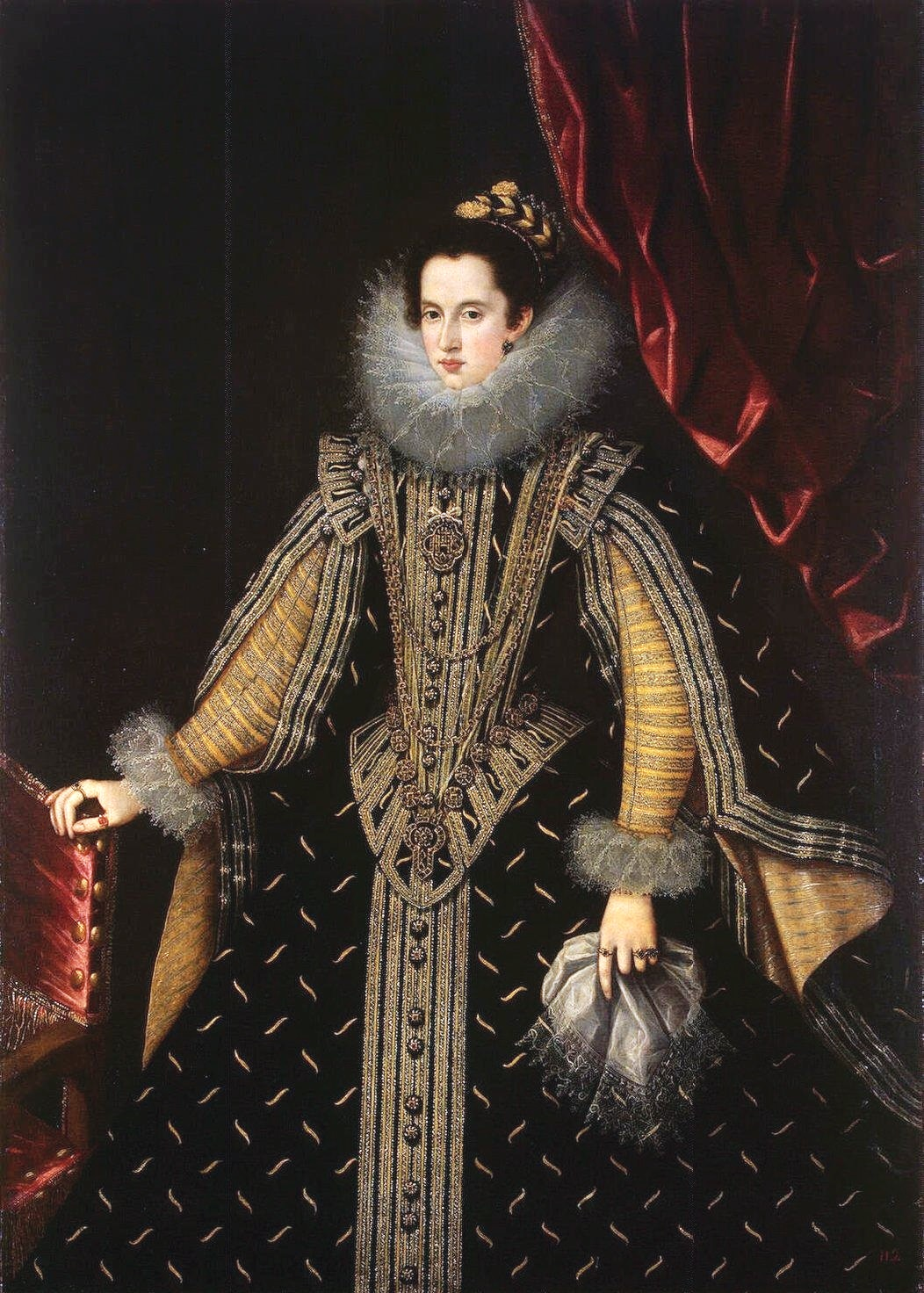
Бартоломе Гонсалес і Серрано. «Маргатита Альдобрандіні»
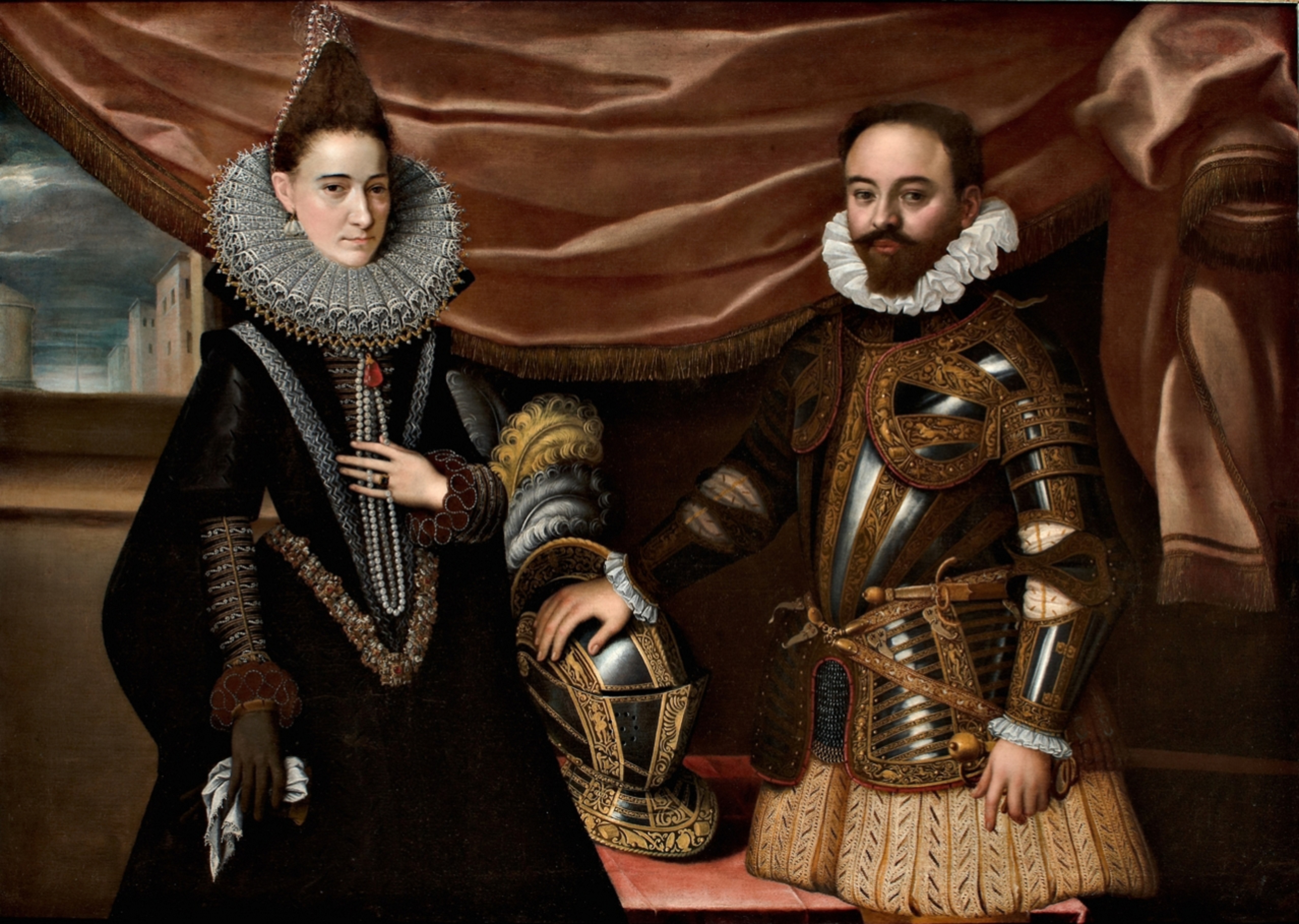
Санто Перанда. «Герцог I Піко делла Мірандола та його дружина Лаура д'Есте»
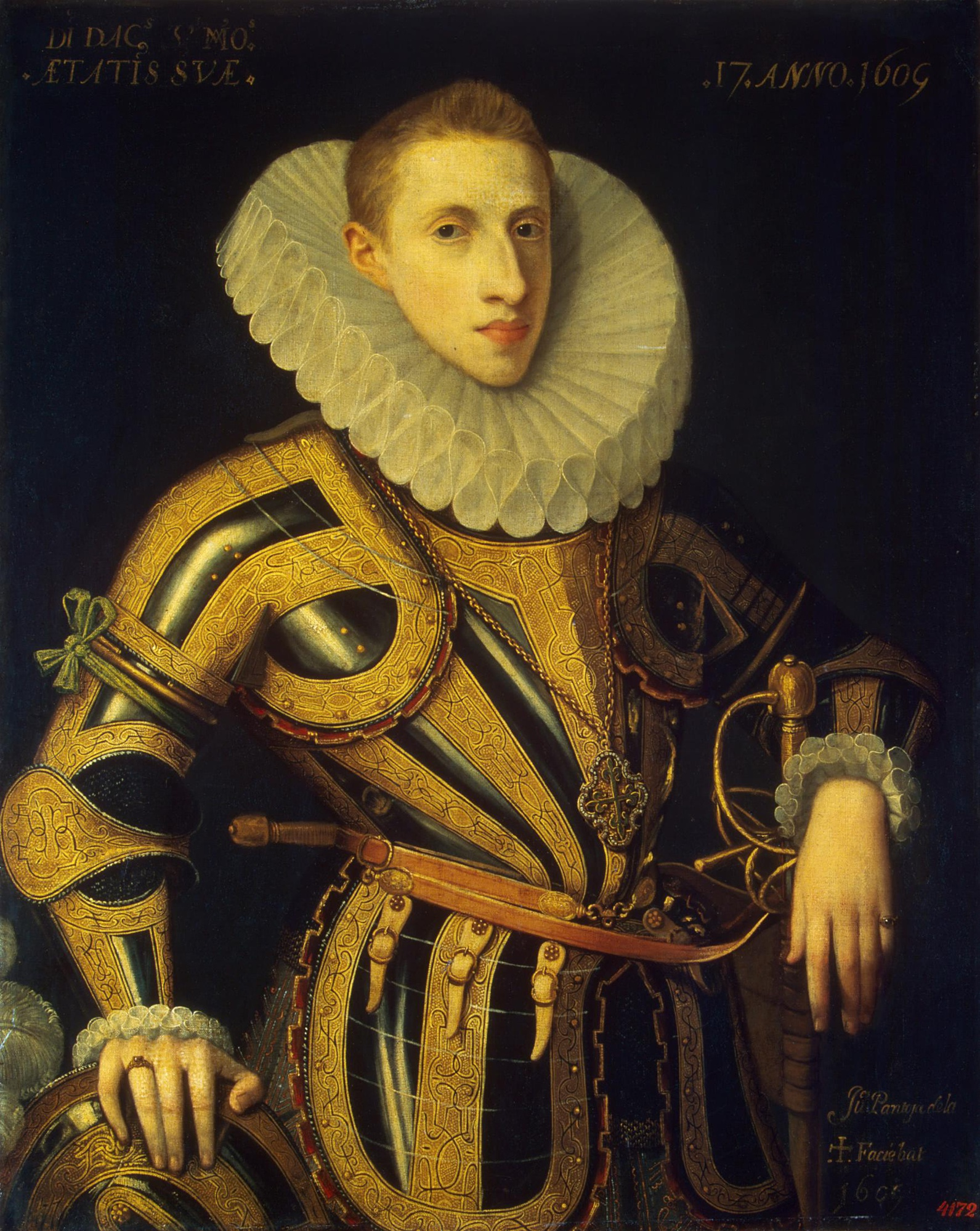
Хуан Пантоха де ла Круз. «Дієго Вільямайор», Ермітаж. Санкт-Петербург
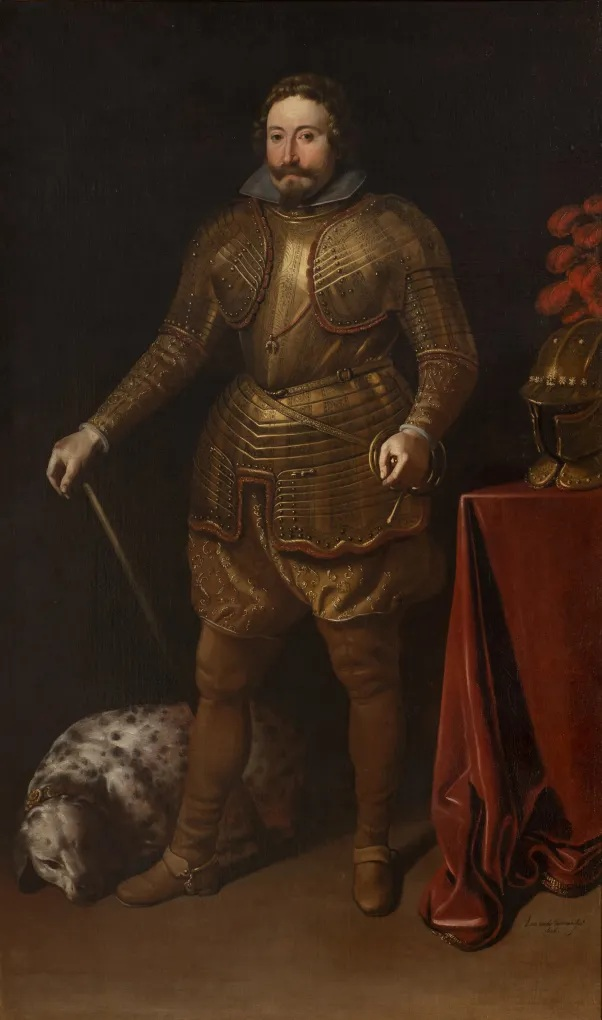
Хуан ван дер Хамен і Леон. «Жан де Крой, граф де Сорл», 1626 р.
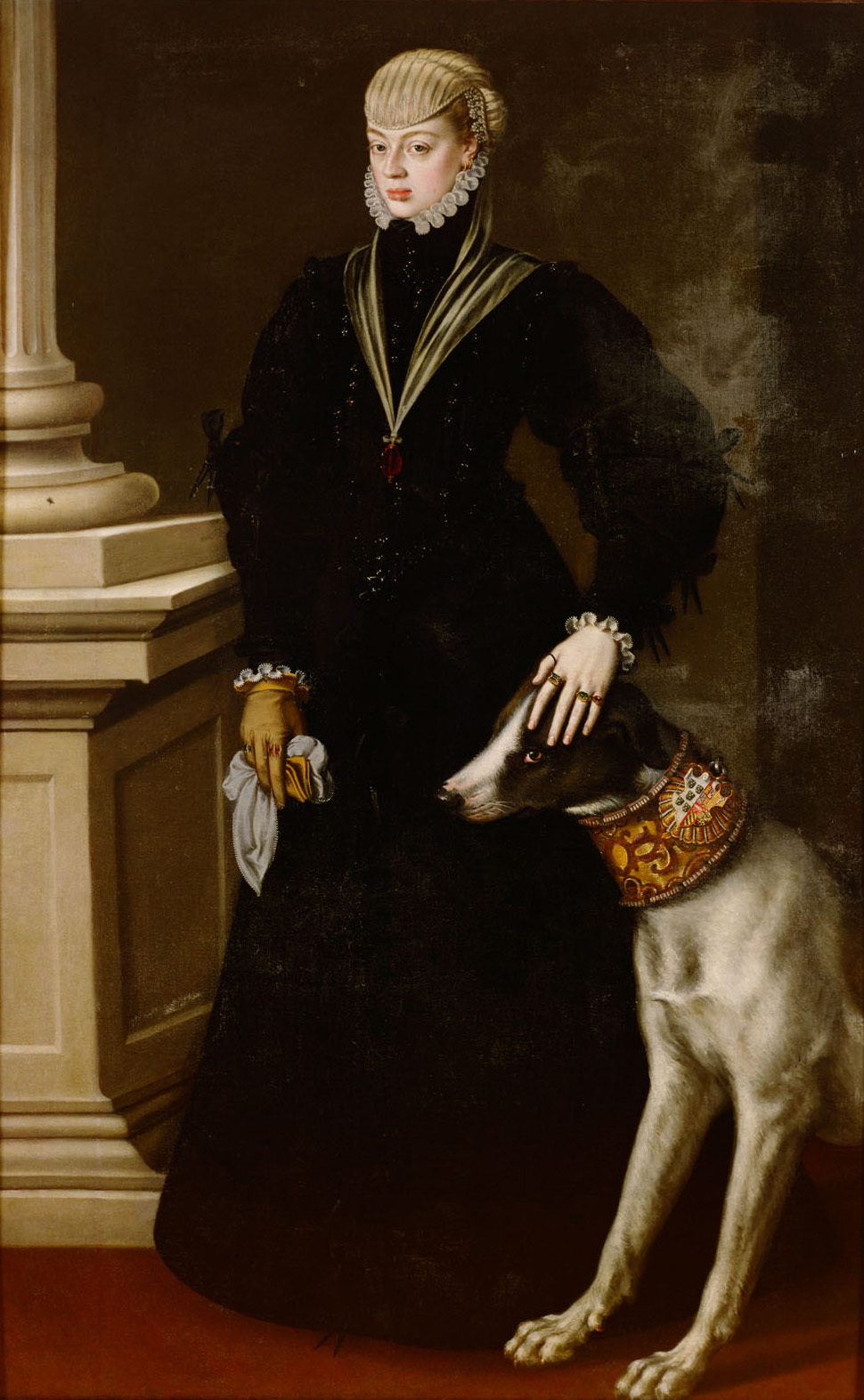
Коельо. «Інфанта (принцеса) Хуана Іспанська»
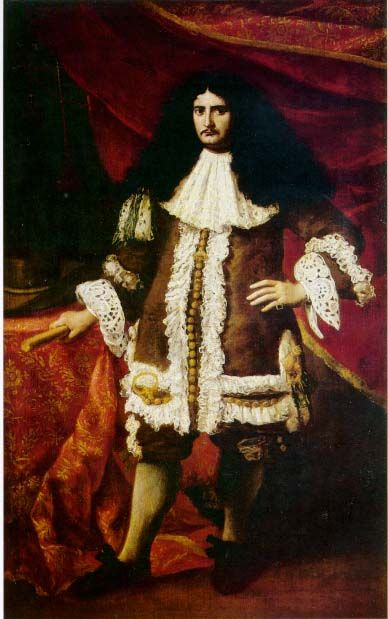
«Дон Франсіско, 5-й маркіз де Санта Крус»
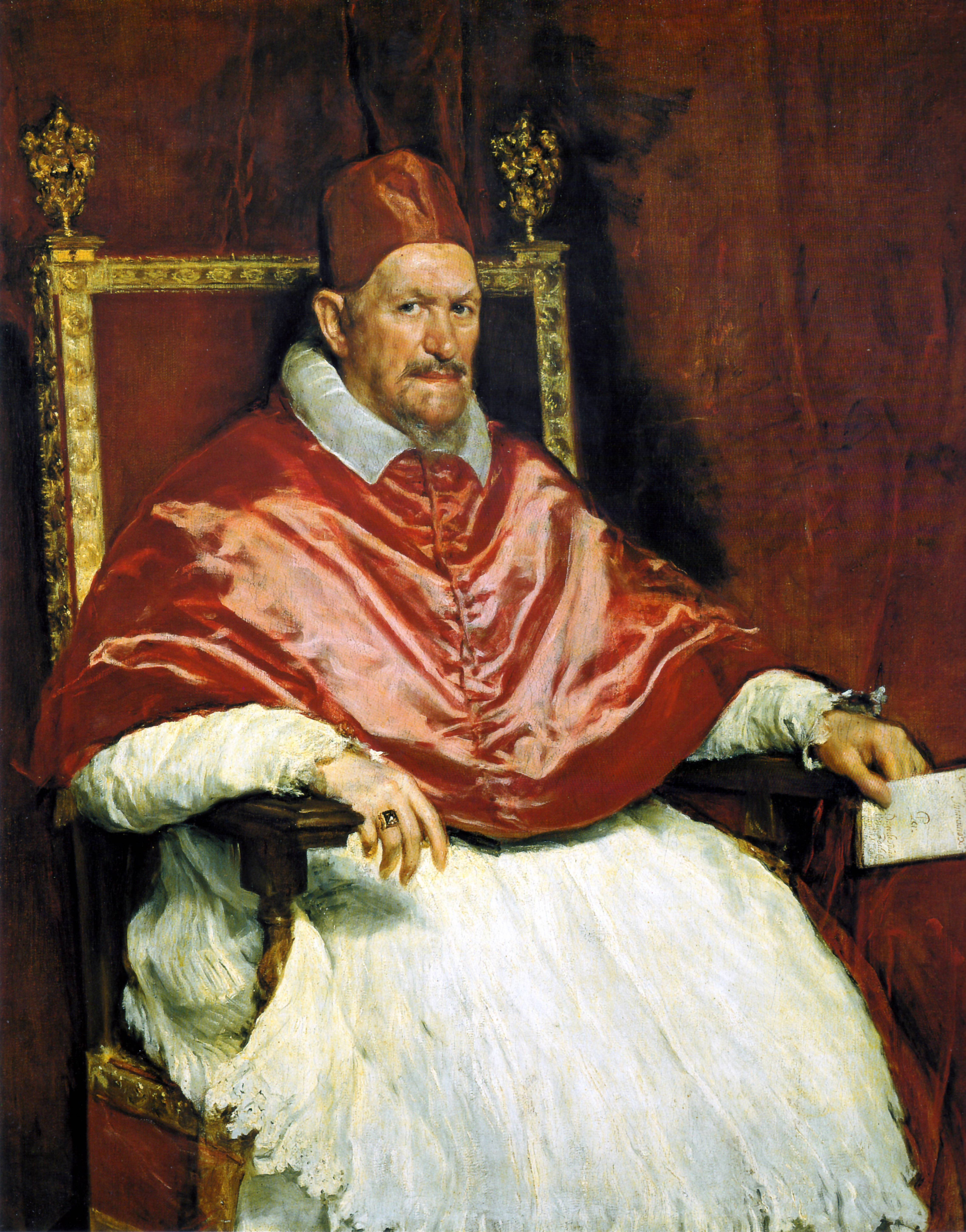
Дієго Веласкес. «Папа римський Іннокентій Х»